# دیوید لیبسون
دیوید اسحاق لیبسون (زاده ۲۶ ژوئن ۱۹۶۶)استاد اقتصاد دانشگاه هاروارد است. تحقیقات او بر اقتصاد کلان، انتخاب بین زمانی، اقتصاد رفتاری و اقتصاد عصبی متمرکز است. در سال ۲۰۱۶ او رئیس بخش اقتصاد هاروارد شد.
او یکی از اقتصاددانان حوزهٔ اقتصاد رفتاری است، که از سال ۱۹۹۴ مشغول تدریس اقتصاد در دانشگاه هاروارد است.

## پیش زمینه
می‌توان گفت لیبسون به دلیل فعالیت‌هایش در حوزهٔ ناسازگاری زمانی در اقتصاد شناخته شده‌است. از برجسته‌ترین مشارکت‌های او، «تخم‌مرغ طلایی» و تخفیف هایپربولیک در سال ۱۹۹۷ در کیو.جی.ای بوده‌است که در آن رفتار یک مصرف‌کننده در زمان تناقض زمان متناقض را مورد مطالعه قرار داده‌است. این مدل‌ها همچنین معمای قرض را توضیح می‌دهند، ایده‌ای که مصرف‌کنندگان آمریکایی هر دو بی‌صبری کوتاه‌مدت و صبر طولانی‌مدت را در تصمیمات چرخه عمر خود نشان می‌دهند.
تا کنون بیش از ۴۵۰۰ بار به این مقاله که در سال ۱۹۹۷ منتشر شده‌است، در مقاله‌های دیگر اشاره شده‌است.
ماتیو جوئل رابین از مدل‌های لیبسون در حوزهٔ اعتیاد استفاده کرده و آنها را در این حوزه گسترش داده‌است، خاویر گابایکس نیز با کمک لیبسون مقاله‌هایی در حوزهٔ عقلانیت محدود در بازار را نوشته‌اند.
لیبسون فعالیت‌هایی در حوزهٔ اقتصاد عصبی نیز داشته‌است.
تا کنون بیش از ۳۱۰۰۰ بار به مقاله‌های این پروفسور ۵۰ ساله در مقاله‌های دیگر ارجاع داده شده‌است.